# 도다 (가수)
도다(폴란드어: Doda, 1984년 2월 15일 ~ )는 폴란드의 가수이다.